# 伯特·坎潘奈瑞斯
達戈伯托·坎潘奈瑞斯·布朗科（西班牙語：Dagoberto Campaneris Blanco，1942年3月9日—），為美國職棒大聯盟的游擊手，生涯主要效力於運動家隊，另外也曾效力過遊騎兵、天使與洋基等隊。他的表弟José Cardenal也是大聯盟選手。

## 職業生涯
1964年7月23日，坎潘奈瑞斯登上大聯盟。而他面對的第一位投手吉姆·卡特，才投一球就被坎潘奈瑞斯敲出全壘打。而坎潘奈瑞斯也在初登板敲出雙響砲，為大聯盟第二位達成此成就的選手，而大聯盟目前也只有5人達成此紀錄。
1965年，坎潘奈瑞斯以2成70的打擊率成為全隊的打擊王。而他也以51次盜壘成功終止了路易斯·阿帕里西歐的盜壘王9連霸。1966年，他的打擊數據和前一年沒太大變化，而他最終在MVP票選上拿下第十名。
1968年，球隊搬到奧克蘭。坎潘奈瑞斯也敲出聯盟最多的177支安打、62次盜壘成功和642個打席。最後一項不僅是隊史紀錄，還一直到2001年才被強尼·戴蒙打破。1969年6月10日到21日，坎潘奈瑞斯寫下連12場比賽盜壘的大聯盟紀錄，至今仍無人追平或打破。
1970年，他的打擊率為2成79，並敲出22轟與64分打點。他也以42次盜壘拿下盜壘王，9月13日，他單場上演6次雙殺守備寫下美聯紀錄。
1972年美國聯盟冠軍賽第二場，坎潘奈瑞斯敲出3支安打、2次盜壘成功。他在7局上被Lerrin LaGrow觸身球擊中腳踝。最後雙方板凳清空，坎潘奈瑞斯和LaGrow都被驅逐出場，坎潘奈瑞斯不僅剩餘季後賽都被禁賽，1973年球季前七場比賽也被禁賽。不過他在該年世界大賽有被允許出戰，最終運動家4勝3敗奪冠。
1973年美國聯盟冠軍賽第三場，坎潘奈瑞斯在延長賽敲出再見全壘打。最後運動家打敗金鶯晉級世界大賽。世界大賽第七場，他和瑞吉·傑克森都在3局下敲出2分砲，運動家便以4勝3敗拿下冠軍二連霸。1974，他打破Jimmy Dykes的生涯打數紀錄。1976年，他的出賽數和安打數也分別打破Dykes和艾爾·西蒙斯各自保持的隊史紀錄。
1976年球季結束後，坎潘奈瑞斯加盟遊騎兵。1979年5月，他被交易到天使。
1982年，他在墨西哥聯盟打了一年後，在1983年加盟洋基。該年他的打擊率為3成22，寫下個人生涯新高。最後他在球季結束後退休。

## 近期活動
坎潘奈瑞斯在退休後打算繼續在大聯盟擔任教練，不過沒有球隊願意給他機會。1987年，他加入了西武獅的教練團，並隨隊拿下1987年和1988年的日本一。之後他在半職業聯盟球隊比賽，當時他以47歲高齡繳出2成91的打擊率，還上演16次盜壘成功。目前他定居在亞利桑那州的斯科特戴爾。

## 生涯成績
| 出賽次數 | 打席  | 打數  | 得分  | 安打  | 二安 | 三安 | 全壘打 | 打點 | 盜壘 | 保送 | 三振  | 打擊率 | 上壘率 | 長打率 | OPS  |
| -------- | ----- | ----- | ----- | ----- | ---- | ---- | ------ | ---- | ---- | ---- | ----- | ------ | ------ | ------ | ---- |
| 2,328    | 9,625 | 8,684 | 1,181 | 2,249 | 313  | 86   | 79     | 646  | 649  | 618  | 1,142 | .259   | .311   | .342   | .653 |

### 特殊成就
- 1965年9月8日，坎潘奈瑞斯成為大聯盟首位在單一比賽守滿9個守備位置的人。[4]當時他還能用左投面對左打，再用右投面對右打。而歷史上也只有5位球員能達成此紀錄。2015年3月12日，演員威爾·法洛為了致敬坎潘奈瑞斯，在同一天奔波5場春訓比賽，並完成9個位置的守備紀錄。[5]

## 參看
- 美國職棒大聯盟盜壘王

## 外部連結
- 球員資訊和成績在MLB ，ESPN ，Retrosheet ，Baseball Reference ，Baseball Reference (Minors) ，Fangraphs ，The Baseball Cube （英文）